# Stalingrad (metrostation)
Stalingrad is een station van de metro in Parijs langs de metrolijnen 2, 5 en 7 in het 10e en 19e arrondissement.
Stalingrad is een metrostation op de grens tussen het 10e arrondissement en het 19e arrondissement op de kruising tussen lijnen 2, 5 en 7. Het heeft zijn naam van het Place de Stalingrad, dat zijn naam op zijn beurt weer heeft van de Slag om Stalingrad.
Toen Stalingrad openging op 31 januari 1903 als station van lijn 2, was het echter genaamd naar de Rue d'Aubervilliers, een nabijgelegen straat. Op 5 november 1910 werd nabij een apart station geopend op lijn 7, genaamd Boulevard de la Villette dat in 1942 fuseerde met Aubervilliers om samen Aubervilliers-Boulevard de la Villette te noemen. Op 12 oktober 1942 werd een station gebouwd voor lijn 5. Toen in 1946 een deel van de Boulevard de la Villette de naam Place de la Bataille de Stalingrad kreeg, werd meteen de naam van het station veranderd in Stalingrad.
Porte Dauphine · 
Victor Hugo · 
Charles de Gaulle - Étoile · 
Ternes · 
Courcelles · 
Monceau · 
Villiers · 
Rome · 
Place de Clichy · 
Blanche · 
Pigalle · 
Anvers · 
Barbès - Rochechouart · 
La Chapelle · 
Stalingrad · 
Jaurès · 
Colonel Fabien · 
Belleville · 
Couronnes · 
Ménilmontant · 
Père Lachaise · 
Philippe Auguste · 
Alexandre Dumas · 
Avron · 
Nation
Bobigny - Pablo Picasso · 
Bobigny - Pantin - Raymond Queneau · 
Église de Pantin · 
Hoche · 
Porte de Pantin · 
Ourcq · 
Laumière · 
Jaurès · 
Stalingrad · 
Gare du Nord · 
Gare de l'Est · 
Jacques Bonsergent · 
République · 
Oberkampf · 
Richard-Lenoir · 
Bréguet - Sabin · 
Bastille · 
Quai de la Rapée · 
Gare d'Austerlitz · 
Saint-Marcel · 
Campo-Formio · 
Place d'Italie
La Courneuve - 8 Mai 1945 · 
Fort d'Aubervilliers · 
Aubervilliers - Pantin - Quatre Chemins · 
Porte de la Villette · 
Corentin Cariou · 
Crimée · 
Riquet · 
Stalingrad · 
Louis Blanc · 
Château-Landon · 
Gare de l'Est · 
Poissonnière · 
Cadet · 
Le Peletier · 
Chaussée d'Antin - La Fayette · 
Opéra · 
Pyramides · 
Palais Royal - Musée du Louvre · 
Pont Neuf · 
Châtelet · 
Pont Marie · 
Sully - Morland · 
Jussieu · 
Place Monge · 
Censier - Daubenton · 
Les Gobelins · 
Place d'Italie · 
Tolbiac · 
Maison Blanche

Zuidelijke tak: Le Kremlin-Bicêtre · 
Villejuif - Léo Lagrange · 
Villejuif - Paul Vaillant-Couturier · 
Villejuif - Louis Aragon

Zuidoostelijke tak: Porte d'Italie · 
Porte de Choisy · 
Porte d'Ivry · 
Pierre et Marie Curie · 
Mairie d'Ivry